# Municipio de Brown (condado de Hendricks)
El municipio de Brown (en inglés: Brown Township) es un municipio ubicado en el condado de Hendricks en el estado estadounidense de Indiana. En el año 2010 tenía una población de 11593 habitantes y una densidad poblacional de 176,91 personas por km².

## Geografía
El municipio de Brown se encuentra ubicado en las coordenadas 39°53′55″N 86°22′9″O / 39.89861, -86.36917. Según la Oficina del Censo de los Estados Unidos, el municipio tiene una superficie total de 65.53 km², de la cual 65.19 km² corresponden a tierra firme y (0.51%) 0.34 km² es agua.

## Demografía
Según el censo de 2010, había 11593 personas residiendo en el municipio de Brown. La densidad de población era de 176,91 hab./km². De los 11593 habitantes, el municipio de Brown estaba compuesto por el 90.5% blancos, el 5.45% eran afroamericanos, el 0.26% eran amerindios, el 1.33% eran asiáticos, el 0.04% eran isleños del Pacífico, el 0.87% eran de otras razas y el 1.54% pertenecían a dos o más razas. Del total de la población el 2.53% eran hispanos o latinos de cualquier raza.